# Exel Composites
Exel Composites Oyj är ett finskt företag.
De tidigare levererade sportprodukter under eget namn till innebandy, alpin skidsport mm.